# Lorenz Eitner
Lorenz Edwin Alfred Eitner (* 27. August 1919 in Brünn, Tschechoslowakei; † 11. März 2009 in Stanford, Kalifornien, Vereinigte Staaten) war ein Kunsthistoriker und Museumsdirektor.

## Leben
Eitners Mutter war eine Tochter der Thonet-Dynastie, die sich im 19. Jahrhundert mit Möbelproduktion ausgezeichnet hatte; sein Vater war in der Verwaltung der Firma tätig.
Seine Kindheit und Bildungsjahre verbrachte er in Frankfurt und Berlin. Die Familie emigrierte zunächst nach Brüssel und dann in den US-Bundesstaat South Carolina im Jahr 1935. Seinen ersten Universitätsabschluss erhielt er 1940 summa cum laude von der Duke University. Er arbeitete während des Zweiten Weltkrieges für das amerikanische Office of Strategic Services, mit Einsätzen in Washington DC, London, Paris und Salzburg. Während der Nürnberg Prozesse wirkte er in der Recherche Abteilung unter Hauptankläger Robert H. Jackson. Seine Frau Trudi von Kathrein lernte er in Österreich kennen.
Nach dem Krieg wurde er an der Princeton University spondiert (1948) und promoviert (1952); seine Dissertation über Géricault wurde 1952 von der Princeton University Press veröffentlicht. Nach 14 Jahren an der University of Minnesota kam Eitner im Jahr 1963 als Dekan an die kunsthistorische Fakultät der Stanford University. Er war als solcher zugleich für das Iris & B. Gerald Cantor Center for Visual Arts – das älteste Kunstmuseum westlich der Mississippi – verantwortlich. Zu dem Zeitpunkt waren viele Kunstgegenstände seit dem Erdbeben von 1906 beschädigt; es fehlten Ausstellungsräume. Eitner trat für den wesentlichen Auf- und Ausbau der Sammlung ein und erwarb zusätzliche Werke, meist Drucke und Zeichnungen aus dem 19. Jahrhundert. Darunter waren Werke von Joseph Mallord William Turner and Théodore Géricault. Durch intensive Öffentlichkeitsarbeit und Fundraising erweiterte er die Ausstellungsfläche von 1.400 Quadratfuß auf 33.000. Ein neues Gebäude für die Fakultät und ihre Fachbibliothek, das Cummings Art Building, wurde 1968 fertiggestellt.
Eitners eigene Forschung befasste sich mit der europäischen Kunst des 18. und 19. Jahrhunderts; seinem ursprünglichen Thema, das Werk des Théodore Géricault, blieb er ein Leben lang treu und legte dazu mehrere Publikationen vor; viele erlebten mehrfache Auflagen, einige wurden in andere Sprachen übersetzt. Er verfasste einen Katalog über die 1.100 Zeichnungen im Besitz des Stanforder Museums. 
Es gelang ihm, international anerkannte Künstler wie Nathan Oliveira, Richard Diebenkorn und Frank Lobdell nach Palo Alto an den Stanforder Campus zu bringen. Als Lehrende gewann er Michael Sullivan und Kurt Forster. Vor allem Albert Elsen, ein Experte über das Werk Auguste Rodins, kam auf Eitners Einladung hin nach Stanford und prägte den Campus durch die heute für Stanford charakteristischen Rodin-Statuen. 1988 wurde Eitner in die American Academy of Arts and Sciences gewählt.
Eitner wurde 1989 emeritiert. Zwei Monate danach brachte das Loma Prieta Erdbeben das Stanford-Museum erneut zum Stillstand: Es blieb zehn Jahre lang geschlossen.

## Auszeichnungen
- Fulbright Fellow (1952–53) in Brüssel
- Guggenheim Fellow (1956–57) in München
- National Endowment for the Humanities Research Grant
- Mitchell Prize for the History of Art
- Charles Rufus Morey Book Award of the College Art Association
- Mitglied der American Academy of Arts and Sciences (1988)
- Stanfords Gores Award for Excellence in Teaching (1986)
- Goldenes Ehrenzeichen für Verdienste um die Republik Österreich (1990).

## Werke (in Auswahl)
- The Drawing Collection (Stanford [Stanford Museum of Art] 1993).
- Neoclassicism and Romanticism 1750–1850. Sources and Documents (New York 1989).
- An Outline of 19th Century European Painting. From David through Cezanne (New York 1987).
- Géricault. His Life and Work (London 1983).
- Introduction to Art, an Illustrated Topical Manual (Minneapolis 1961).